# Чинк
Чинк (на узбекски: chink) е стръмен обрив или откос ограничаващ плато или единични остатъчни височини. Названието е разпространено в Казахстан, Туркменистан и Узбекистан. Най характерни са чинковете, ограничаващи платото Устюрт, където относителната им височина достига 300 – 350 m. Произходът им е ерозионен, абразионен (в резултат от абразията на Каспийско море, при неговото отстъпване от платото Устюрт), денудационен или тектонски.